# 艾德納·帕克
艾德納·斯科特·帕克（1893年4月20日—2008年11月26日）是一名美國超級人瑞。

## 生平
艾德納·帕克出生於印第安納州摩根縣的農家。她進入法蘭克高中就讀，並且於法蘭克學院取得教師執照。後來幾年她於一間位於Smithland 的校舍教書。直到她於1913年4月12日與她附近鄰居厄爾·帕克（Earl Parker）結婚。直到1939年2月23日厄爾·帕克（Earl Parker）逝世為止，當厄爾逝世時艾德納·帕克時年45歲。他們育有兩子，克利福德·帕克（Clifford Parker）和厄爾·金（Earl Jr.）。到2008年4月，她有5個孫子、14個曾孫、13個玄孫。她的兩個姊妹都已經逝世。

### 晚年
艾德納·帕克生前最後住在謝爾比維爾的一間房子，而且能夠行走。在2007年4月，在她114歲時，她與印第安納州第二年長者也是當時世上第五年長者Bertha Fry會面，這兩個超級人瑞的歲數加起來有227年又142天。她每天都會閱讀報紙。而且也會親筆回信給詢問過她的人。在她114歲生日時，她收到來自美國總統小布什的信。她在2005年4月7日時成為印第安納州最年長者，2007年1月19日成為印第安納州史上最長壽者。2007年2月14日成為美國最年長者。
2008年11月26日，艾德納於印第安納州看護之家自然辭世，享嵩壽115歲220天。